# Głowa Chrystusa
Głowa Chrystusa – obraz olejny hiszpańskiego malarza pochodzenia greckiego Dominikosa Theotokopulosa, znanego jako El Greco.

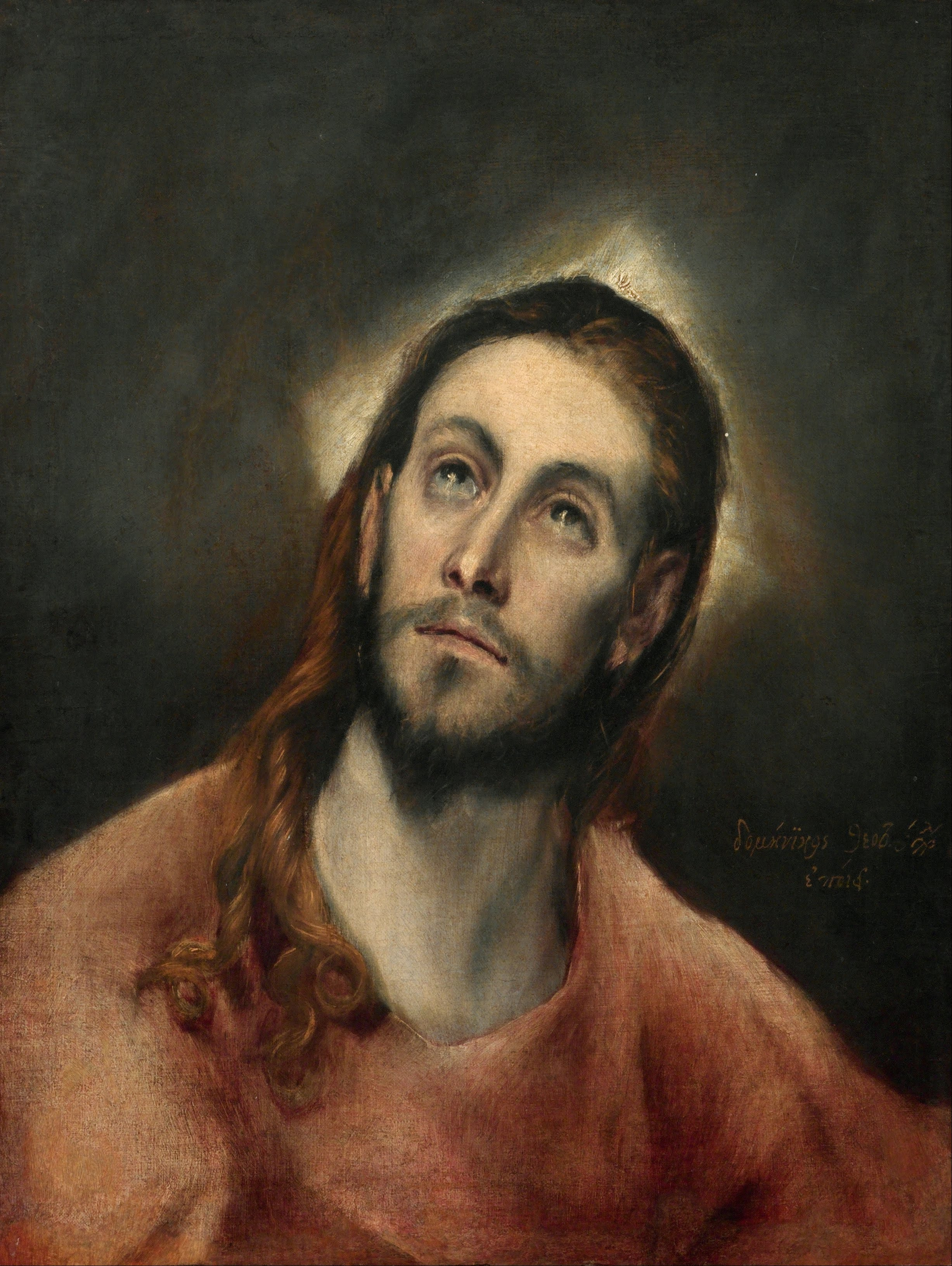
Głowa Chrystusa
(ca. 1587-1597)
61 × 46 cm
Muzeum Narodowe w Pradze

Obraz został namalowany prawdopodobnie na prywatne zmówienie jako obraz do prywatnej kaplicy. Jest on uproszczoną wersją głowy Chrystusa z obrazu Obnażenie z szat. Duże podobieństwo, głównie w modelingu, ekspresji i pozycji, zachodzi w stosunku do wizerunku Marii Magdaleny z Pokutującej Marii Magdaleny. Wokół głowy Chrystusa znajduje się romboidalna aureola, taka sama jaką El Greco malował wokół niemal wszystkich wizerunkach Jezusa. Również szkliste oczy i wzrok skierowany ku górze są kolejnym elementem często powtarzanym na wielu wizerunkach świętych.
Dziesięć lat później El Greco namalował drugą wersję wizerunku Chrystusa. Kompozycja jest taka sama: Chrystus przekręcony jest w prawą stronę, a jego głowa skierowana jest w lewo i lekko przekrzywiona. Artysta zastosował delikatny impast dla zaakcentowania efektów światła widoczny głównie na czole, zwłaszcza po lewej stronie; twarz podkreślona jest konturem głównie w okolicy włosów. Nieco mocniejszy impast widoczny jest na grzbiecie nosa pomiędzy oczami. Ciemna linia na łączeniu warg nadaje efekt nieco rozchylonych ust.